# آلفين جونز (لاعب هوكي الجليد)
آلفين جونز هو لاعب هوكي الجليد كندي، ولد في 17 أغسطس 1917 في أوين ساوند في كندا، وتوفي في 23 أغسطس 2007 في تامبا في الولايات المتحدة.

## وصلات خارجية
- آلفين جونز على موقع دوري الهوكي الوطني (الإنجليزية)
- آلفين جونز على موقع EliteProspects.com (الإنجليزية)
- آلفين جونز على موقع HockeyDB.com (الإنجليزية)
- آلفين جونز على موقع Hockey-Reference.com (الإنجليزية)